# Hicétaon
Dans la mythologie grecque, Hicétaon (en grec ancien Ἱκετάον / Hiketáon) est un prince troyen ainsi que l'un des anciens de la cité.

## Famille et mythologie
Hicétaon est cité à trois reprises dans l’Iliade : fils de Laomédon (roi de Troie) et donc frère de Priam, il siège au conseil des sages sur les Portes Scées lors de la guerre de Troie. Après que Paris ait kidnappé Hélène de Troie, Hicétaon suggère qu'elle soit renvoyée à Ménélas pour éviter la guerre. Il passe en outre pour le père de Mélanippos.
Selon le pseudo-Apollodore cependant, il est tué par Héraclès et Télamon à la suite d'une querelle entre son père et Héraclès. Pausanias, préservant un passage des Retours, lui ajoute un fils, Critolaos (en), et Virgile un autre, Thymétès. Anténor pourrait être également son fils.

## Évocation moderne

### Astronomie
Hicétaon a donné son nom à l'astéroïde troyen de Jupiter (58084) Hicétaon.